# Поэт-песенник
Поэ́т-пе́сенник — поэт, специализирующийся на написании слов к песням.
Поэты-песенники тесно сотрудничают с композиторами при написании песен, причём каждый из них делает свой вклад как в слова, так и в музыку. Нередко поэты-песенники являются авторами текстов для уже написанных мелодий.
В России наиболее известны в этом жанре Михаил Попов, Леонид Дербенёв, Николай Добронравов, Николай Доризо, Михаил Матусовский, Анатолий Поперечный, Илья Резник, Роберт Рождественский, Лариса Рубальская, Михаил Рябинин, Михаил Танич, Алексей Фатьянов, Юрий Энтин, в других странах — Юрий Рыбчинский, Мэрилин и Алан Бергманы, Оскар Хаммерстайн II, Джонни Мерсер, Барри Гибб, Боб Дилан, Jahmal и другие.